# Rhytidoponera micans
Rhytidoponera micans is een mierensoort uit de onderfamilie van de Ectatomminae. De wetenschappelijke naam van de soort is voor het eerst geldig gepubliceerd in 1936 door Clark.